# Robin Koch
Robin Koch (født 17. juli 1996) er en tysk professionel fodboldspiller, som spiller for Bundesliga-klubben Eintracht Frankfurt og Tysklands landshold.

## Klubkarriere

### Eintracht Trier og Kaiserslautern
Koch begyndte sin karriere hos Eintracht Trier, som ham gjorde sin debut for i 2014. Koch skiftede i 2015 til 1. FC Kaiserslautern, hvor han oprindeligt spillede for reserveholdet. Han debuterede for førsteholdet i oktober 2016.

### SC Freiburg
Koch skiftede i august 2017 til SC Freiburg.

### Leeds United
Koch skiftede i august 2020 til Leeds United.

### Eintracht Frankfurt
Koch blev i juli 2023 udlejet til Eintracht Frankfurt for 2023-24 sæsonen. I januar 2024 blev aftalen gjort permanent.

## Landsholdskarriere

### Ungdomslandshold
Koch har spillet 5 kampe for Tysklands U/21-landshold.

### Seniorlandshold
Koch debuterede for Tysklands seniorlandshold den 9. oktober 2019.